# AFET – Bundesverband für Erziehungshilfe
Der AFET – Bundesverband für Erziehungshilfe e. V. ist ein überkonfessioneller und überparteilicher Fachverband der Kinder- und Jugendhilfe. Der Sitz des Verbandes ist Hannover.

## Tätigkeit
Der Verband initiiert und begleitet die Weiterentwicklung der Kinder- und Jugendhilfe und insbesondere der erzieherischen Hilfen durch die Erarbeitung von Gesetzesvorschlägen, pädagogischen Richtlinien, fachlichen Stellungnahmen und Empfehlungen für die Praxis der Jugendhilfe sowie durch die Herausgabe von Arbeitshilfen und die Durchführung von Expertenhearings. Der Verband vernetzt die öffentlichen und freien Träger der Kinder- und Jugendhilfe bundesweit, um ihre Erfahrungen transparent zu machen sowie gemeinsame Positionen zu erarbeiten. Darüber hinaus behandelt der Verband Rechts-, Grundsatz- und Konzeptionsfragen erzieherischer Hilfen und nimmt Einfluss auf Ausbildung, Fortbildung und Berufspraxis.
Der Verband versteht sich als Plattform für den Dialog zwischen öffentlichen und freien Trägern. In diesem Sinne gewährleistet der Verband durch Fachtagungen, Fortbildungen und Expertenforen den Erfahrungsaustausch zwischen den Mitgliedern und verstärkt die Kommunikation und Kooperation zwischen öffentlichen und freien Trägern der Erziehungshilfe.
Die Geschäftsstelle gestaltet die fachliche Arbeit des Verbandes und koordiniert die Verbandsgremien des AFET, den Vorstand, zwei Fachausschüsse und einen Beirat. Die Gremien sind besetzt mit Fach- und Leitungskräften aus Ministerien, Landesjugendämtern, Jugendämtern, freien Trägern, Fachverbänden und Hochschulen – alles Mitglieder im AFET. Die Fachzeitschrift „Dialog Erziehungshilfe“ erscheint viermal im Jahr mit aktuellen Beiträgen zur Praxis der Erziehungshilfe. Der Verband wird durch das Bundesministerium für Familien, Senioren, Frauen, und Jugend gefördert.

## Geschichte
1906 wurde der erste Allgemeine Fürsorge-Erziehungs-Tag (A.F.E.T) nach Breslau einberufen. 1912 wurde der A.F.E.T. e.V. in das Vereinsregister eingetragen mit dem satzungsgemäßen Zweck „(…) persönliche Fühlung (…) zu schaffen und die Sache der Fürsorge-(Zwangs-)Erziehung auf jede Weise zu fördern“ (Satzung 5. Februar 1912). Im Laufe seines Bestehens gab der AFET Impulse zur Qualifizierung öffentlicher Erziehung und öffnete sich über die Einrichtungen hinaus für Dienste, Behörden und Verbände der Erziehungshilfe. Eine generelle Neuorientierung und Umstrukturierung der Hilfe für Kinder, Jugendliche und ihre Familien mündete 1990/91 in die Einführung des SGB VIII, damit zum Wandel von der Fürsorgeerziehung zur Erziehungshilfe, weshalb der Verband seinen Namen erstmals änderte. In den Folgejahren veränderten sich die Anforderungen an die Fachpraxis weiter gravierend. Die damit einhergehenden, sich verändernden Erfordernisse an verbandliche Arbeit führten zur erneuten Umstrukturierung des Verbands und zur Anpassung der Satzung an diese Veränderungen im Jahr 2004. In diesem Zusammenhang wurde der Name nochmals verändert in AFET – Bundesverband für Erziehungshilfe e.V.
Der AFET bietet zudem seit dem Jahr 2000 den Rahmen für die bundesweiten Schiedsstellenkonferenz nach § 78g (1) SGB VIII, in der sich die Schiedsstellenvorsitzenden und Geschäftsführungen bundesweit zum fachlichen Austausch vernetzen.

## Mitgliedsverbände
Die Mitgliedschaft ist aufgrund seiner länder-, träger- und organisationsübergreifenden Struktur breit gefächert. Ministerien, oberste Landesjugendbehörden und Landesjugendämter sind ebenso Mitglieder wie örtliche Jugendämter und freie Träger, Trägerverbände, Fachverbände, (Fach-)Hochschulen, Ausbildungsstätten, kommunale Spitzenverbände und Einzelmitglieder. Jährlich erscheinen mehrere fachliche Veröffentlichungen des AFET zur Förderung der Praxis öffentlicher und freier Träger.